# Титуле и службе у Византији
Титуле и службе у Византији обухватају један комплексни аристократски и бирократски систем који се развио у Византијском царству. Многе титуле и службе биле су почасне и без суштинске власти, јесте цар био на крају владар. У хиљадугодишњој историји Византије многе су титуле створене и укинуте, многе добиле а многе изгубиле на углед. У почетку византијске титуле и звања биле су једнаке римском царству, пошто је Византија имала своје корене у римској држави. Ово се променило за време владавине цара Ираклија (610—641) и неопходних државних реформи тог времена. Слично се дешава у XI и у XII веку, где сада наступа и феудализација Византије. У време цара Алексија I (1081—1118) већина позиција биле су ново створене или драстично измењене, остале су после мање више исте и као такве на снази све до пада Цариграда 1453. године. 

## Аристократске титуле

### Више аристократске титуле
- Василевс и аутократор (одн. автократор) - василевс (βασιλέος, василеос), грчки за краља или врховног владара још у микенско време, тачно порекло речи није познато. У хеленистичко доба име за владара у земљама римског царства где је доминирао грчки језик, тако на пример и за Ирода I у Јудеји. Употребљавао се и за владаре Персије. Аутократор (αυτοκράτωρ) значи самовладар, самодржац. Цар Ираклије их је користио после 629. да би њима заменио латинске титуле августа (augustus, узвишени, племенити, грчки севастос) и императора (војсковођа, војвода). Византинци су их користили искључиво за владаре Византије, док су на пример западноевропске краљеве називали ригас, изведено из латинског rex за краља. Византијски цареви који су хтели да потврде легитимност своје владавине и династичке припадности додали су својој титули порфирогенетос (порфирогенит, пурпурнорођен), да нагласе да су рођени у порфири, једној сали са пурпурним мермером у великој царској палати где су се рађала царска деца. У каснијим вековима византијског царства цареви се исто титулирају са кронократор (владар времена) и космократор (владар света). Василиса је била женска варијанта за василевса, даље су царице носиле титуле еусевестати аугоуста (најпобожнија августа) и деспоина (деспина, од деспота, види деспот). Василеопатор је било почасно звање за (не неопходно рођеног) царевог оца. Роман I је користио ову титулу кад је био регент Константину VII Порфирогениту.

- Деспот - титулу деспота (δεσπότης, деспотес) увео је цар Манојло I Комнин у XII веку. Деспот је била титула за најближе цареве рођаке као на пример рођена браћа али и за владаре једне деспотовине. Јован VI Кантакузин (1347—1354) је од 1347. увео додељивање те титуле и поседа у Мореји (тада његовом другом сину Манојлу) брату византијског цара/савладара (тада његовом првом сину Матији) који је следећи у наследном низу и тај истовременом био деспот Мореје чиме се за владавине Палеолога обележавао будући цар, уколико тренутни не буде имао мушко потомство. Женска варијанта деспоина (деспина) означавала је женског деспота или супругу једног деспота.

- Севастократор - титулу севастократора (σεβαστοκράτωρ, узвишени или племенити владар) увео је цар Алексије I у XII веку из комбинације автократора и севаста. Први севастократор био је Исак, брат Алексија. Титула је била без власти и указивала је једино на цареву ближу родбину. Женска варијанта била је севастократориса.

- Цезар - цар (на српском језику понекад ћесар и кесар) је још у римско време била титула савладара августима и могућег наследника. Кад је Алексије I увео титулу севастократора, титула цара је пала на трећу позицију после севастократора, а са титулом деспота на четврту позицију. Женска варијанта била је цезарица/каисариса.

- Панхиперсеваст и протосеваст - изведено од севаста (севастос, август). Алексије и каснији цареви створили су већи број нових титула тиме што су пан (све), хипер (изнад, преко), прото (први) и друге префиксе додали постојећим титулама.

Деспот, севастократор, цезар, панхиперсевастос и протосевастос биле су по правилу титуле резервисане за царску породицу. Оптички су се разликовали у различитој одећи, бојама и крунама. Први „страни“ деспот био је угарски краљ Бела III (1172—1196), чиме се у ствари хтело показати да га византијски цар сматра својим вазалом. Стефан Душан је по византијском угледу свом брату Синиши дао титулу деспота, исто и ближим сарадницима као на пример Јовану Оливеру. Стефан Лазаревић је 1402. добио титулу деспота од византијског цара Јована VII, која је затим била главна владарска титула у српској и сремској деспотовини до почетка XVI века. 
Први „странац“ са титулом севастократора био је Стефан Немањић који је титулу добио 1191. Бугарски цар Калојан такође је добио титулу севастократора. Јустинијан II је у 8. веку даровао бугарском кану Тервелу титулу каисара, што је у Словене постало цар. Андроник II звао је Руђера, вођу каталанске компаније, почетком 14. века царем. Титула протосеваста дала се Енрику Дандало, млетачком дужду, пре него што је Дандало био умешан у четвртом крсташком рату.

### Ниже аристократске титуле
- Севаст - севаст (величанство), у почетку једнако августу (види василевс) и носили су га цареви. Под Алексију I постао је после нове титуле протосеваста мање важнији. Женска варијанта била је севаста.

- Пансевастохипертат, паноикеиотат и протопроедр - су примери за продужење титула са додавањем префикса. Ове титуле имали су царски рођаци после Алексија I и нису имале посебна овлашћења.

- Протовестијар - обично даљи рођак цару који се бринуо о царевој гардероби, посебно у ратним походима. Био је понекад одговоран и за друге чланове царског дома или за личне финансије царева. Старији појам из времена цара Јустинијана I беше куропалатес из латинског куратор, државног чиновника за финансије. Вестиариос је био њему потчињен. Протовестиариа и вестиариа биле су за царице.

Византинци су имали титуле и за далеке чланове царске породице и нижу аристократију које су преузели обично из латинског: 
- Принц - од латинског princeps, једнако кнезу.

- Дукс - дук, дука, од латинског dux, duke на енглеским, једнако војводи или херцегу. Млетачки дужди имали су титулу дука.

- Комес - од латинског comes, count на енглеском, comte на француском итд., једнако грофу.

- Алеисоурарка, апокомес и акрита биле су ниже аристократске титуле попут барона и слично.

Нижи племићи на царском двору носили су исто титуле паракоимомен (један телохранитељ), панкерн (слуга за пиће, ставилац) и мега коностаул одговоран за царске коње.

## Војне титуле

### Копнена војска
- Praefectus praetorio, егзарх и доместик - префект преторија, стара римска титула, у почетку вођа цареве личне гарде, касније војсковође и главни војни и цивилни команданти префектуре. За време Константина Великог одузета им је војна власт, али су имали цивилну власт у префектурама. Касније добијају титулу егзарха (έξαρχος). Са војном и државном реорганизацијом у Византији за време цара Ираклија у VII веку префекти/егзархи су добили цивилну и војну власт у провинцијама и нови назив доместик. У каснијим вековима одузета им је цивилна власт, те су остали само генерали. 
  - Мега доместик или велики доместик - велики војвода, главни војсковођа.
  - Доместикос тон схолон - командант схолае, у почетку елитна војна дивизија, касније одговорна за појачање и (људско) допуњење. Једна цењена титула са службом велике моћи, за разлику од многих других титула.
  - Доместикос тоу тематес - главни командант над темама (војне и једнако цивилне провинције по реформи Ираклија); било је једног за европске и једног за азијске теме.

- Стратег - стратег (исто стратиг), војни и цивилни, касније војни командант једне провинције (теме). Носио је често титулу дукса. Једнако генералу.

- Турмерарх - командант посебне војне јединице турма.

- Протоспатијар - командант царске гарде. Њему је био потчињен спатијар.

- Протостратор - каснији назив за једног команданта.

- Стратопедарх - командант војске на пољу који је можда имао и законску власт.

- Хоплитарх или архегет - командант пешадије.

- Протокентарх и кентарх - од латинског центурион, команданти мањих војних јединица.

- Мерарх - командант коњице (мерос).

- Манглавит - командант једне јединице у царевој гарди са платом од три фунти злата. Каснији норвешки краљ Харалд III служио је једно време као манглавит у Византији.

- Куропалат - титула слична мерарху.

- Спатарокандидат - официр у царевој гарди.

### Морнарица
- Мега дукс – „велики војвода“ или „велики херцег“, био је главни заповедник византијске ратне морнарице. Он је вероватно један од ретких знао за тајну грчке ватре. На крају владавине Палеолога велики војвода је био поглавар владе и администрације. 
  - Мега друнгарије - потчињен мега дуксу, одговоран за официре морнарице.
  - Друнгарокомес - виши официр морнарице.
  - Друнгарије - нижи официр морнарице.
- Катепано - од X века заповедник једне приморске провинције.

### Друге војне титуле
- Коностаул - заповедник франачких најамника.
- Хетаириарх - сапутник, друг, заповедник „варварских“ најамника.
- Аколоут - пратилац царев, заповедник гарде Варјага.
- Спатарокандидат и манглавит - види горе, такође титуле у гарди Варјага.

## Административне титуле
Растегнута византијска администрација је имала много титула, која су више вариирале него код аристократије и војске. Било их је више стотину ако не и хиљаду. Овде неколико од најважнијих:
- Протоасекрет - једна рана титула за надзорника канцеларије одговоран за државне акте. Њему потчињени били су асекрет. Други сарадници били су хартоуларије (одговоран за царске документе) и еидик (службеник за државне финансије)

- Логотет - секретар бирократије. Логотети били су најважнији чланови византијске бирократије. 
  - Мега логотет или велики логотет - главни од државних секретара, одговоран за правни систем и за финансије, једнако премијеру.
  - Логотетес тоу дромоу - одговоран за дипломатију и пошту.
  - Логотетес тон оикеиакон - одговоран за унутрашње послове, на пример за безбедност престонице и локалну привреду.
  - Логотетес тоу геникоу - одговоран за порезе.
  - Логотетес тоу стратиотикоу - одговоран за плате војсци

Логотети су дуго време имали велики утицај на цареве, касније су били почасни државници. У каснијим вековима мегас логотетес постаје месазон, посредник, данас један менаџер. 
Друге службе у администрацији биле су: 
- Префект - градска служба у престоници, једнако градоначелнику.

- Квестор - у почетку један правни службеник или службеник финансије, који је са увођењем логотета изгубио своје компетенције.

- Тривун - од латинског трибун, био је одговоран за улице, монументе, зграде и остале грађевине у престоници.

- Магистар или маистор - магистар, грчки маистор, стари римски појам у администрацији и војсци, за време Ираклија почасно звање а можда и укинут.

- Сакеларије - био је царев надзорник над другим царским службеницима, логотетима итд.

- Претор - у почетку службеник за порезе у престоници, после Алексија I. цивилни гувернер једне провинције.

- Кефалија - (кефале, глава), цивилни гувернеп једног града.

- Хореијарије - одговоран за државне житнице.

Протоасекрет, логотет, префект, претор, магистар и сакеларије, они су сви били чланови византијског сената, све докле је он - после Ираклија - изгубио на важности. У средњовековној Србији чин кефалије јавља се за време краља Милутина и остао је све до XV века. Кефалија је био управитељ града, касније за време цара Душана исто управитељ једне мешане жупе (провинције, покрајине) у којима је на пример више феудалаца имало своје поседе, док су жупе које су као целине властеоска баштина или као држава предата у привремену или доживотну државину управљали племићи баштиници или држаоци са различитим титулама. Кефалија се јавља прво у Призрену и Врању, да би се затим ширио по већим градовима све до Конавала, Требиња и Рудника. Поред кефалије у Душановом царству јављају се и протовестијари и логотети. Имали су сличну функцију као што у Византији, сем што је логотет у Душановом царству поред послова у канцеларији имао и „власт над црквама“. Душановој држави био је потребан једноставнији бирократски апарат него Византији тог времена.